# Comuna Haikî, Turiisk
Haikî (în ucraineană Гайки) este o comună în raionul Turiisk, regiunea Volînia, Ucraina, formată din satele Haikî (reședința), Iahidne, Ruda și Zamostî.

## Demografie
Componența lingvistică a satului Haikî
     Ucraineană (99,19%)
     Alte limbi (0,8%)
Conform recensământului din 2001, majoritatea populației satului Haikî era vorbitoare de ucraineană (99,19%), existând în minoritate și vorbitori de alte limbi.